# Файе, Маме
Маме Мор Файе (фр. Mame Mor Faye; род. 12 июля 2005, Сен-Луи) — сенегальский футболист, вингер клуба «Ризеспор».

## Клубная карьера
Файе — воспитанник клуба «Дару Салам». В 2023 году Мам подписал контракт с турецким «Ризеспором». 1 сентября в матче против «Фатих Карагюмрюк» он дебютировал в турецкой Суперлиге.

## Международная карьера
В 2023 году в составе молодёжной сборной Сенегала Файе выиграл молодёжный Кубок Африки в Египте. На турнире он сыграл в матчах против сборных Нигерии, Мозамбика, Египта, Бенина, Туниса и Гамбии.
В том же году Файе принял участие в молодёжном чемпионате мира в Аргентине. На турнире он сыграл в матчах против команд Японии и Израиля.

## Достижения
Международные
Сенегал (до 20)
- Победитель молодёжного Кубка Африки — 2023